# Богун, Ольга Юрьевна
Ольга Юрьевна Богун (29 сентября 1969, Красноярск) — советская и российская футболистка, защитница.

## Биография
В детстве занималась конькобежным спортом, позднее перешла в секцию футбола. В 1987 году стала игроком первого состава новосозданного клуба «Сибирячка», в его составе играла в неофициальных соревнованиях, а затем в высшей и первой лигах СССР. Была штатным пенальтистом команды. В 1991 году стала обладательницей Кубка СССР, в полуфинале забила решающий гол на выезде в ворота могилёвской «Надежды», а в финальном матче против ленинградского «Прометея» реализовала один из послематчевых пенальти. С 1992 года вместе с «Сибирячкой» выступала в высшей лиге России. Бронзовый призёр чемпионата России 1995 года.
После ухода из «Сибирячки» играла за один из клубов Украины, за московское «Торпедо» в первом дивизионе России и другие[уточнить].
Также выступала в мини-футболе за ряд красноярских клубов на региональном уровне, в том числе за ДЮСШ ГУО и «Сибирячку». По состоянию на 2009 год играла за «Сибирячку-КГПУ» в высшем дивизионе России.
Работала тренером по футболу в школе-интернате в Красноярске.